# Pierścieniak kruchaweczkowaty

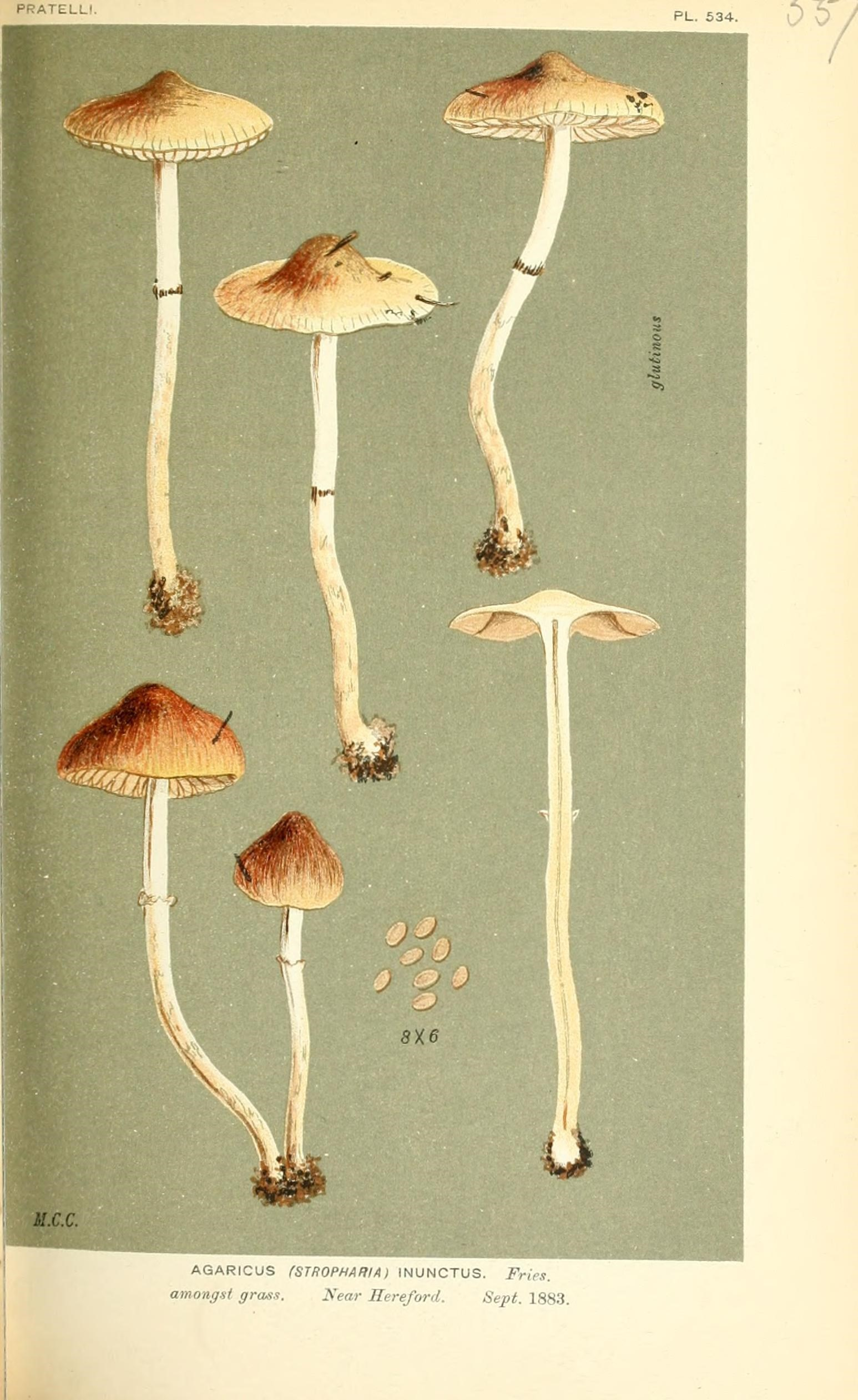

Pierścieniak kruchaweczkowaty, łysiczka kruchaweczkowata (Stropharia inuncta (Fr.) Quél.) – gatunek grzybów z rodziny pierścieniakowatych (Strophariaceae).

## Systematyka i nazewnictwo
Pozycja w klasyfikacji według Index Fungorum: Stropharia, Strophariaceae, Agaricales, Agaricomycetidae, Agaricomycetes, Agaricomycotina, Basidiomycota, Fungii.
Po raz pierwszy takson ten zdiagnozował w 1828 r. Elias Fries nadając mu nazwę Agaricus inunctus. Obecną, uznaną przez Index Fungorum nazwę nadał mu w 1872 r. Lucien Quélet.
Ma 12 synonimów. Niektóre z nich:
- Psilocybe inuncta (Fr.) Kühner 1980
- Stropharia inuncta var. lundensis (Fr.) Rea 1922
- Stropharia inuncta var. pallida Rea 1922
- Stropharia inuncta var. upsaliensis (Fr.) Rea 1922

Władysław Wojewoda w 2003 r. zaproponował dla gatunku Psilocybe inuncta polską nazwą łysiczka kruchaweczkowata. Jest ona niespójna z uznaną przez Index Fungorum nazwą naukową Stropharia albonitens. Spójną z tą nazwą naukową nazwę pierścieniak kruchaweczkowaty podaje internetowy atlas grzybów.

## Morfologia
Kapelusz
Średnica 3–6 cm, początkowo dzwonkowaty, potem wypukły na koniec rozpostarty. Brzeg ostry, równy. Powierzchnia śliska, początkowo szarofioletowa ze śluzowatym brzegiem, potem brązowawa z brzegiem lekko podwiniętym.
Blaszki
Rzadkie, zbiegające po trzonie, z licznymi blaszeczkami o różnej długości, szarofioletowe lub czekoladowobrązowe. Ostrza białe.
Trzon
Wysokość 3–8 cm, walcowaty z zanikającym pierścieniem. Powierzchnia gładka, biaława.
Miąższ
Biały, bez wyraźnego zapachu i smaku.
Cechy mikroskopowe
Zarodniki elipsoidalne, 7–8,5 × 4,5–6 µm.

## Występowanie i siedlisko
Znane jest występowanie pierścieniaka kruchaweczkowatego w Europie i na jednym stanowisku w Ameryce Północnej. W zestawieniu wielkoowocnikowych grzybów podstawkowych Polski W. Wojewoda w 2003 r. przytoczył 10 stanowisk. Bardziej aktualne stanowiska podaje internetowy atlas grzybów. Znajduje się w nim na liście gatunków zagrozonych i wartych objęcia ochroną.
Grzyb saprotroficzny. Występuje w lasach i na ich obrzeżach, na polanach, przy drogach, w ogrodach botanicznych. Rośnie na ziemi wśród traw i mchów. Owocniki tworzy zazwyczaj od sierpnia do listopada.